# Aldeia de Stiepantchikov e Seus Habitantes
A Aldeia de Stiepantchikov e seus habitantes é uma novela cômica de Fiódor Dostoiévski publicado pela primeira vez em 1859.
A novela cômica foi escrita junto com O sonho do tio, após Dostoiévski começar a receber seu ordenado como oficial (março de 1857) e de ser restituído de seus direitos civís (perdidos por conta da condenação por conspiração contra o czar Nicolau I), incluindo o direito de publicação (maio de 1857).
Na Aldeia de Stiepântchikov convivem personagens cujas ambições mesquinhas, fragilidades, demências, fracassos e humilhações encontram abrigo as relações de dependência e interesse que estabelecem entre si. É um mundo de incoerência e opressão, onde Dostoiévski expõe a tragédia daqueles cuja dignidade e ambição pessoal são feridas profundamente.
Mas o humor e os personagens de Stiepântchikov que tornaram este romance único entre os textos de seu autor - e talvez a figura de Fomá Formich Opískin represente ainda melhor essa conjução. Temperamental, vaidoso e egoísta, é um agregado que vive no ócio, alegando que suas qualidades intelectuais orientarão a todos no caminho de uma vida melhor - para desgraça, por exemplo, dos camponeses submetidos a duvidosas lições de francês e astronomia.
Fomá tornou-se um pequeno tirano, utilizando os recursos aprendidos no passado de ator bufão, dramatizando sua condição e chantageando a todos. É quem forja as intrigas e humilha quem demonstra a menor submissão a suas determinações, e em torno da sua figura acaba girando a vida daquela comunidade. Na verdade, Fomá, e tantos outros personagens semelhantes, representa aqueles que têm consciência de seu passado humilhante, que sabem de suas grandes limitações, mas que deixam vivo em seu íntimo o fogo da mesquinhez e do ódio contra o próximo.